# Vlag van Rhône

Vlag van Rhône

De vlag van Rhône is de niet-officiële vlag van het Franse departement Rhône. Net als de meeste andere departementen van Frankrijk heeft Rhône geen officiële vlag, maar wordt de hier rechts afgebeelde vlag op niet-officiële wijze gebruikt. De vlag is afgeleid van het wapen van dit departement.
De vlag bestaat uit twee helften: Links; Rood, met een zilveren leeuw, op een blauwe schildhoofd drie gouden lelies. Rechts; Goud, met een zwarte leeuw beladen met een rode barensteel.
Het ontwerp combineert de vlaggen van de voormalige provincie Lyonnais zowel als de stad Lyon, met die van de Beaujolais. De vlag is geïnspireerd op het ontwerp van het wapen dat rond 1910 is aangenomen.

Vlag van Lyonnais
Wapen van Beaujolais